# Brent Johnson
Brent Johnson, född 12 mars 1977 i Farmington, Michigan, USA, är en amerikansk före detta professionell ishockeymålvakt som avslutade sin karriär i Pittsburgh Penguins i NHL. Han är sonson till den legendariske och trefaldiga Stanley Cup-vinnaren Sid Abel.

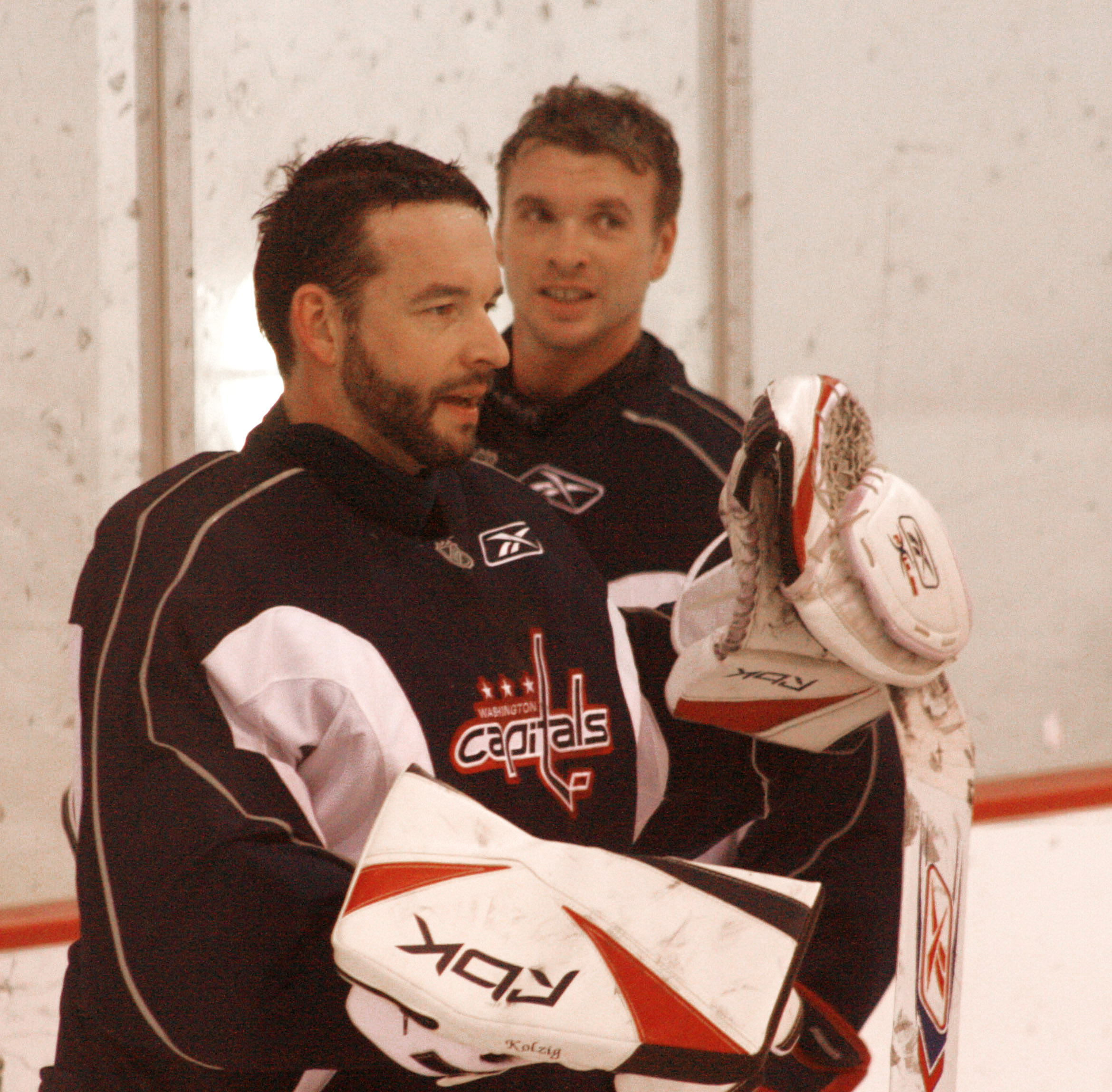
Olaf Kölzig till vänster och Johnson till höger.

Colorado Avalanche draftade Johnson som nummer 129 i 1995 års NHL Entry Draft men Johnson representerade aldrig Avalanche utan debuten kom hos St. Louis Blues 1999. Där blev han kvar till slutet av säsongen 2003-04 där han blev tradad till Phoenix Coyotes, men där blev det bara åtta matcher innan lockouten drog igång.
Inför säsongen 2005-06 skrev han på för Vancouver Canucks men blev uppsatt på Waiver-listan på nästan direkten och Washington Capitals plockade honom.
21 juli 2009 skrev han på ett ett-års kontrakt värt $ 525 000 med Pittsburgh Penguins som free agent för att agera backup till Marc-André Fleury.